# マクラーレン・MP4/7A
マクラーレン・MP4/7A (McLaren MP4/7A) は、マクラーレンが1992年に投入したフォーミュラ1カーである。チーフデザイナーのニール・オートレイとエアロダイナミシストのアンリ・デュランが設計した。1992年シーズン第3戦ブラジルGPから最終戦まで実戦投入された。

## MP4/7A
シャーシ名称がMP4/7ではなくMP4/7Aとなったのは、当初より改良型Bスペックシャーシを投入する予定があったからである。マクラーレンはTAGエレクトロニクス製のアクティブサスペンションを搭載したMP4/7Bを準備しており、シーズン中のテストでも実際に走らせていたが熟成に手間取ったため、実戦投入は翌1993年のMP4/8に持ち越しとなった。
マクラーレンMP4シリーズはオス型成型のカーボンモノコックにアッパーカウルを被せる手法を継続してきたが、MP4/7Aではトレンドに従いメス型成型に変更された。曲線のついた細いノーズは控え目ながらハイノーズ化された。
その一方、マクラーレンらしいコンサバティブなマシンデザインコンセプトでは、空力性能とシャシー性能と軽量でコンパクトでありながら、パワフルなエンジン(V12エンジンでは不利)が求められて、これらのバランスが重要視される最中、時代遅れとなりつつあり、もはや、ホンダエンジンのパワーやドライバーの能力で、チャンピオンになれるマシンではなかった。
ハイテク装備では、前年のMP4/6からテストしていたセミオートマチックトランスミッションを正式に採用。エンジンのスロットル制御は機械式に代わり電気式のドライブ・バイ・ワイヤを導入した。
ホンダ最後のV12エンジンとなったRA122E/Bエンジンは、シャーシー搭載時の空力性能を阻害しないフォルムを追求するためにオイルポンプなどの
補機類を全てエンジン前半部に配置し、エキゾーストマニホールドの拡幅を防ぎ、またテールパイプをエンジン付近に配置することで排気系レイアウトをコンパクトにした。

## 1992年シーズン

### 実戦投入までの経緯

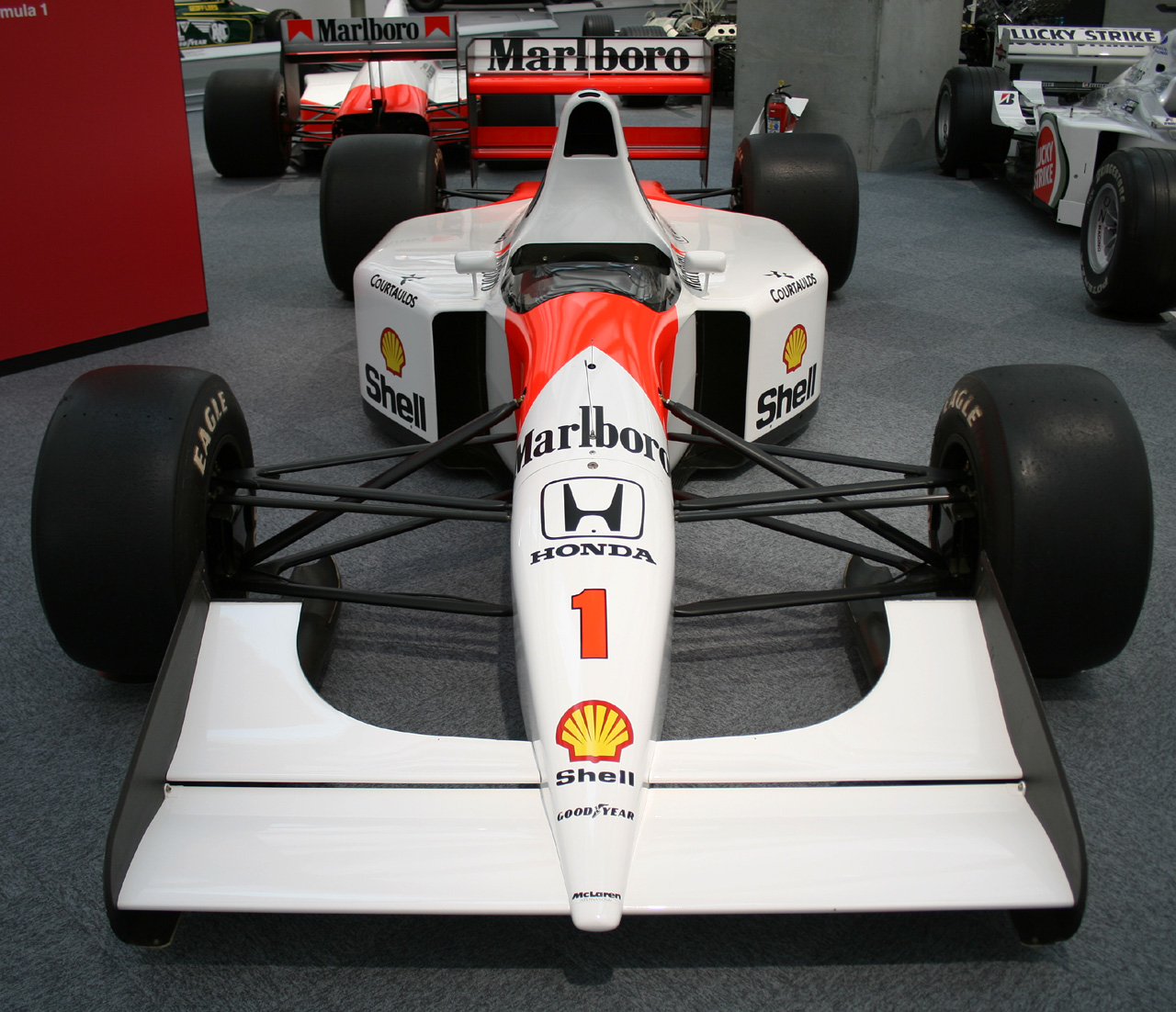
1992 マクラーレン MP4/7A

ドライバーは1991年のと同様アイルトン・セナとゲルハルト・ベルガーを起用。
1992年シーズン、マクラーレンは開幕からの3戦を前年に使用したMP4/6を改良したMP4/6Bで戦う予定であった。これは信頼性が不安視される序盤を、確実に乗り切る戦略を取ったことによるものであった。また前年の激しいタイトル争いによりニューマシンのテスト及び開発が遅れていた事も一因であった。しかし、蓋をあけてみると、リアクティブサスペンションなど最先端の電子制御システムを開幕から投入したウィリアムズ・FW14Bが抜群の信頼性と圧倒的な速さを見せ、ナイジェル・マンセルが2連勝を飾った。
開幕ダッシュに失敗したマクラーレンは、第1戦南アフリカGPで惨敗した翌日、イギリス・シルバーストン・サーキットでテストドライバーのマーク・ブランデルによりニューマシンMP4/7Aの実走テストを開始した。でき上がったばかりのマシンではMP4/6Bとの比較もままならなかったが、旧型車ではウィリアムズに太刀打ちできないことが明らかであったことから、予定より大幅に前倒しして第3戦ブラジルGPよりMP4/7Aを実戦投入した。

### デビュー後

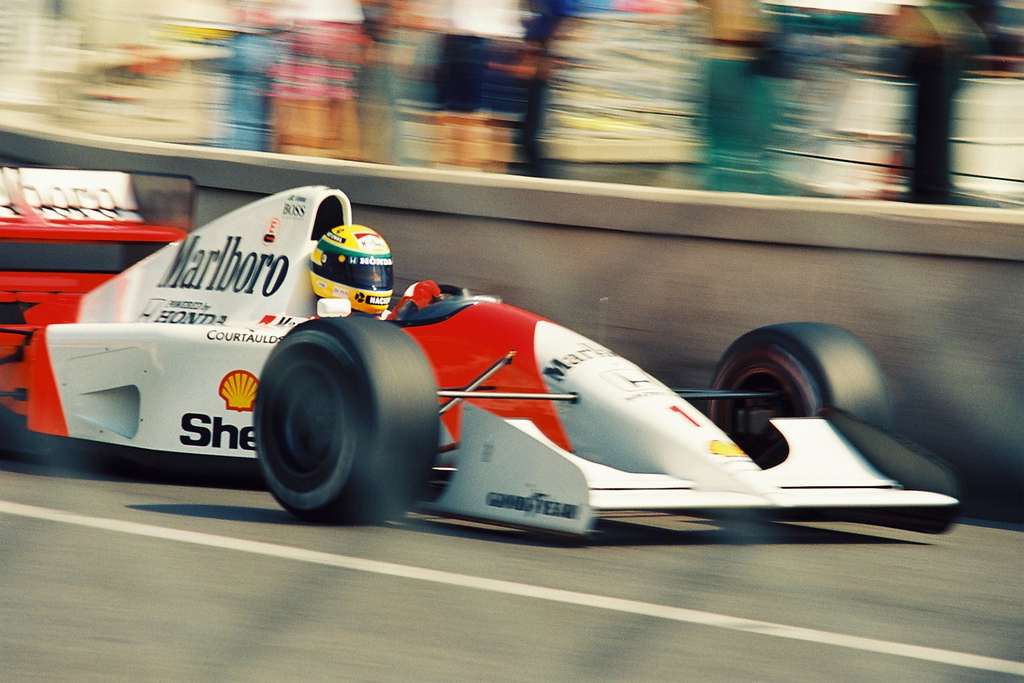
モナコGPでMP4/7Aをドライブするアイルトン・セナ。ナイジェル・マンセルの猛追を振り切ってモナコGP4連勝を達成した。

第3戦ブラジルGPで、マクラーレンはなりふり構わぬ物量戦術・人海戦術に打って出た。シャシーの使用制限が無かった当時、レースカー2台に加えてTカー(スペアカー)1台とスペアモノコック1台を持ち込むのが通常であったが、ブラジルGPでは新車MP4/7Aの3台に加え、万一のために旧車MP4/6Bも3台、さらにはMP4/7A用に同時投入した新型エンジンRA122E/Bと旧型RA122Eをそれぞれ6機ずつ持ち込み、マクラーレン、ホンダともに通常の倍の人員で臨んだ。しかし、予選ではポールを獲得したマンセルに3位のセナは2秒も離され、レースでも両ドライバーとも序盤でリタイアとなった（セナはエンジンのミスファイア、ベルガーはギヤボックストラブル）。
その後のサンマリノやスペインでも、リタイアが続いた。初勝利は第6戦モナコGP、マンセルのタイヤトラブルによりセナが優勝。第7戦カナダGPでもベルガーが勝利したが、ウィリアムズとの差は容易に詰まらず、ミハエル・シューマッハをエースとしたベネトンとコンストラクターズ2位争いを演じることとなった。そんな中、この年のイタリアGPでホンダは同年限りのF1活動休止を発表した。
ホンダは第2期最後の地元レースとなった日本GPで特別スペック(鈴鹿スペシャル)を投入したが、セナはエンジントラブルで早々にリタイアした。最終戦オーストラリアGP予選ではウィリアムズとの差をコンマ5秒差まで詰めた。最終的に5勝を挙げコンストラクターズ2位は死守したが、1988年から続けたコンストラクターズ連覇は4でストップした。セナとベルガーはドライバーズポイントでシューマッハに敗れた。リタイアが多くベネトンに比べてエンジン、ギアボックスの信頼性が劣った事が敗因と言える。完走率は50%を下回る結果になった。
また、アクティブサスペンションなどのハイテク装備を装着したBスペックについては投入されなかったが、プログラミングシフト、トラクションコントロールは投入された。

## スペック[2]

### シャーシ
- シャーシ名 MP4/7A
- ホイール スピードライン
- タイヤ グッドイヤー
- ギヤボックス 6速セミオートマチック

### エンジン
- エンジン名 ホンダRA122E/B
- 気筒数・角度 V型12気筒・75度
- 総排気量 3,496cc
- 最高出力 774bhp/14400rpm
- 全長 670mm
- 全幅 545mm
- 全高 495mm
- 重量 154kg
- スパークプラグ NGK
- 燃料・オイル シェル

## 成績
| 年   | No. | ドライバー           | 1   | 2   | 3   | 4   | 5   | 6   | 7   | 8   | 9   | 10  | 11  | 12  | 13  | 14  | 15  | 16  | ポイント | ランキング |
| 年   | No. | ドライバー           | RSA | MEX | BRA | ESP | SMR | MON | CAN | FRA | GBR | GER | HUN | BEL | ITA | POR | JPN | AUS | ポイント | ランキング |
| ---- | --- | -------------------- | --- | --- | --- | --- | --- | --- | --- | --- | --- | --- | --- | --- | --- | --- | --- | --- | -------- | ---------- |
| 1992 | 1   | アイルトン・セナ     |     |     | Ret | 9   | 3   | 1   | Ret | Ret | Ret | 2   | 1   | 5   | 1   | 3   | Ret | Ret | 99       | 2位        |
| 1992 | 2   | ゲルハルト・ベルガー |     |     | Ret | 4   | Ret | Ret | 1   | Ret | 5   | Ret | 3   | Ret | 4   | 2   | 2   | 1   | 99       | 2位        |

- 太字はポールポジション、斜字はファステストラップ